# جست كوز 4
جست كوز 4 (بالإنجليزية: Just Cause 4)‏ هي لعبة حركة مغامرات طورتها ستوديو أفالنش ستوديوز ونشرتها سكوير إنكس. وتم طرح اللعبة في بلاي ستيشن 4، ويندوز، وإكس بوكس ون في 4 ديسمبر، 2018، تدعم اللعبة اللغة العربية.

## ملخص
تم تعيين اللعبة في بلد خيالي في أمريكا الجنوبية يدعى سوليس حجمه 1036 كم مربع [3] يتولى ريكو رودريغيز مجموعة شبه عسكرية تدعى "اليد السوداء"، تدار من قبل امرأة تدعى غابرييلا.

## التطوير والإطلاق
يتم تطوير Just Cause 4 من قبل Avalanche Studios وتنشره Square Enix. [3] يتم تطوير اللعبة بنسخة جديدة من Apex لمحرك ألعاب Avalanche. [1] تسمح التكنولوجيا الجديدة للعبة بتأثيرات الطقس الشديدة والمتنوعة بما في ذلك العواصف الثلجية والعواصف الرملية والتورنادو والمزيد. [1] لاحظ مطورو اللعبة أنه تم إدخال تحسينات على الذكاء الاصطناعي للعبة على Just Cause 3. وكان الهدف من هذه التغييرات جعل شخصيات غير اللاعبين أكثر ذكاءً بحيث يتصرفون أكثر من الناحية التكتيكية ويشكلون تهديدًا أكبر للاعب. [4] تتضمن التحسينات الأخرى لمحرك اللعبة اللعبة القائمة على الفيزياء ونظام الرسوم المتحركة الجديد. [2]
تم الإعلان عن اللعبة خلال مؤتمر مايكروسوفت الصحفي في E3 2018، كما ظهرت في وقت لاحق في معرض سكوير إنكس و PC Gaming Show. [3] [1] من المقرر إطلاق اللعبة في بلاي ستيشن 4، ويندوز، وإكس بوكس وان في 4 ديسمبر، 2018. [5]

## وصلات خارجية
- جست كوز 4 على موقع IMDb (الإنجليزية)
- الموقع الرسمي